# بيتر آرنوت
بيتر آرنوت (بالإنجليزية: Peter Arnott)‏ هو محرك دمى أمريكي، ولد في 1931، وتوفي في 1990.